# Ingolf Kaiser
Ingolf Kaiser, född 19 juli 1936 i Greifswald, är en tysk-svensk målare och skulptör.
Han var son till en folklivsforskare som stupade som tysk soldat 1940. Familjen flydde i krigets slutskede genom Nordtyskland mot Sverige för att till sist hamna i Uppsala. Han är mest känd som skulptör men verkade i yngre dagar även som bildkonstnär. Kaiser studerade konst i Stockholm, Berlin, München och Paris. Han har ställt ut sina skulpturer i bland annat Uppsala domkyrka och på Uppsala slott. Bland hans offentliga arbeten märks ett par skulpturer i Uppsala och tillsammans med Anders Rönnlund utförde han en Konstruktion i Stadsträdgården 1984 som senare revs. Bo Gräslund utgav 2009 en  biografi över Ingolf Kaiser och hans konst.